# Oporinia tectata
Oporinia tectata är en fjärilsart som beskrevs av Fuchs 1900. Oporinia tectata ingår i släktet Oporinia och familjen mätare. Inga underarter finns listade i Catalogue of Life.